# Kloster Schussenried
Das Kloster Schussenried (lateinisch Praepositura vel Abbatia (imperialis) Sorethum) ist eine ehemalige Reichsabtei in Bad Schussenried im Landkreis Biberach in Oberschwaben in der Diözese Rottenburg-Stuttgart, ehemals im Bistum Konstanz gelegen. Das Chorherrenstift der Prämonstratenser bestand von 1183 bis 1803. Heute wird das Konventsgebäude unter dem Namen Neues Kloster Schussenried als Veranstaltungs- und Ausstellungszentrum genutzt. Der barocke Bibliothekssaal gilt als eine Hauptsehenswürdigkeit der Oberschwäbischen Barockstraße. Die ehemalige Abteikirche St. Magnus dient heute als katholische Pfarrkirche.

## Geschichte

### Gründung des Klosters

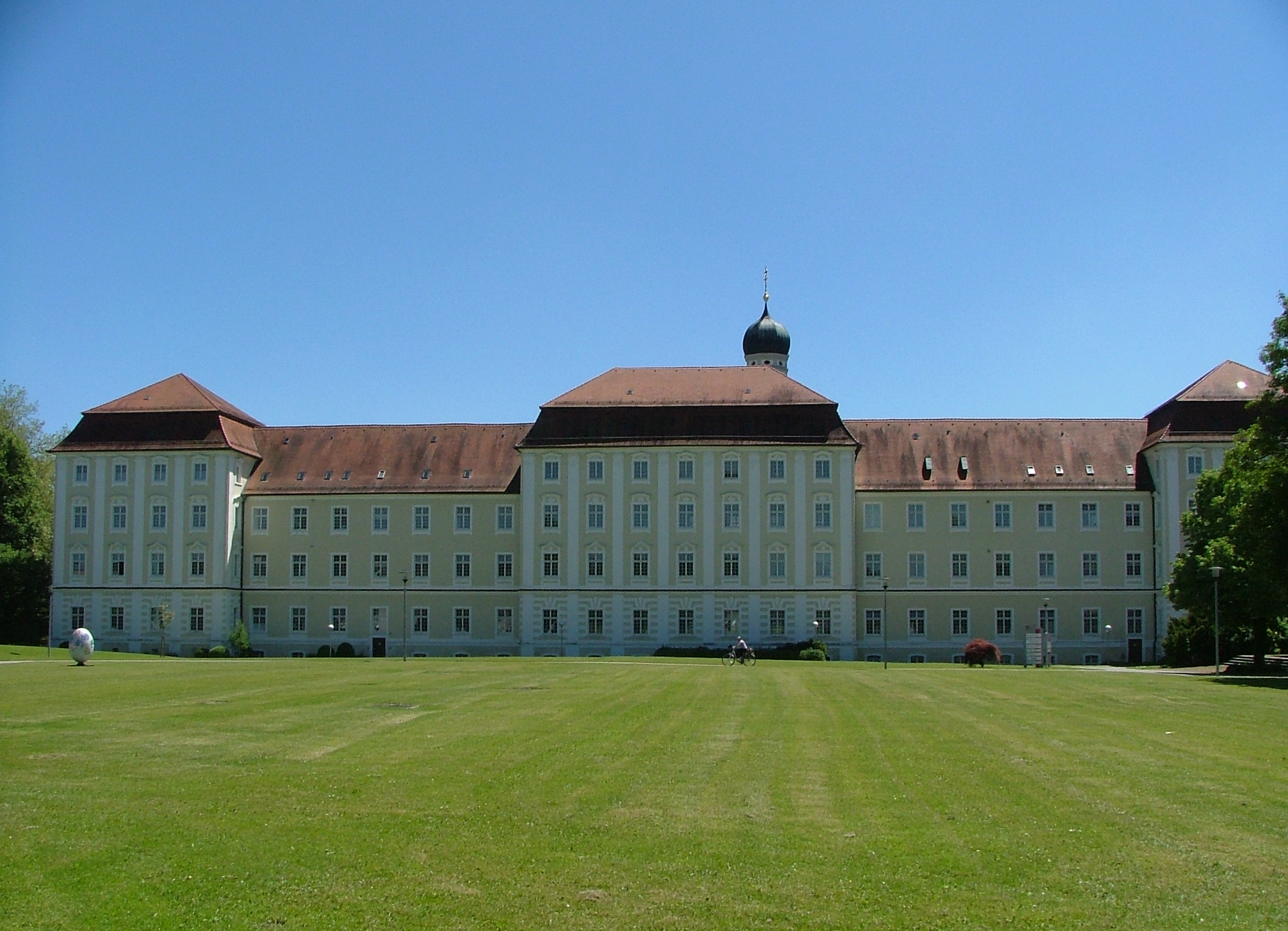
Ehemaliges Prämonstratenser-Reichsstift Schussenried

Der spätere Klosterort Schussenried war bereits in der Jungsteinzeit besiedeltes Terrain und wird um das Jahr 700 zum ersten Mal erwähnt. Hier in Shuzenriet besaßen um 1150 die Brüder Konrad und Beringer von Schussenried einen Herrensitz. Da sie keine Erben hatten, übertrugen sie ihren Besitz, zu dem auch eine Kirche gehörte, im Jahr 1183 dem Prämonstratenserorden. Aus dem Kloster Weißenau kam ein Gründungskonvent nach Schussenried, bestehend aus einem Propst namens Friedrich und zwölf weiteren Prämonstratensern. Die beiden Stifter traten dem Konvent bei. Das Familienwappen (ein aufgerichteter, bekrönter Löwe auf silbernem Grund) wurde das Wappen des neuen Klosters.
Noch im Gründungsjahr 1183 erhielt das Kloster die Bestätigung des Kaisers und spätestens 1215 auch jene des Papstes.
Das Kloster gehörte von seiner Gründung im Jahr 1183 an bis 1803 zur Schwäbischen Zirkarie des Prämonstratenserordens.

### Das Kloster vom Mittelalter bis zum Übergang in die Neuzeit
Nach dem Tod der beiden Stifter folgten Auseinandersetzungen mit Konrad von Wartenberg, der Erbansprüche anmeldete. In den „Wartenbergischen Wirren“ floh der Konvent vorübergehend ins Mutterkloster Weißenau, der neue Propst Manegold bat Papst Coelestin III. um seinen Rechtsbeistand. Nachdem dieser die Stiftung bestätigt hatte und mit Hilfe des Konstanzer Bischofs 1205 ein Vergleich geschlossen war, konnten die Chorherren ins Kloster zurückkehren. Am 13. Februar 1211 erteilte Papst Innozenz III. dem Kloster ein Schutzprivileg.
Wann die Erbauung der in Teilen noch heute existierenden Klosterkirche begonnen wurde, ist ungeklärt. Mutmaßlich erst unter dem von 1223 bis 1248 amtierenden Propst Konrad II. wurde sie nach 1230 vollendet und der Mutter Gottes geweiht. Später kam der Heilige Magnus von Füssen, dessen Reliquien bereits um 1880 im Kloster Weißenau verehrt wurden, als weiterer Schutzpatron hinzu. 1366 ist die Kirche als Gozhus Unser Frawen und Sanct Mang bezeugt.
Zur Sicherung der wirtschaftlichen Unabhängigkeit erwarb das Kloster in den Jahren 1224–1253 den Zellerhof sowie Güter in Hopferbach, Kürnbach, Laimbach, Schwaigfurt, Olzreute, Kleinwinnaden, Roppertsweiler, Sattenbeuren und Eggatsweiler. Darüber hinaus konnte das Kloster ab 1339 im 14. und 15. Jahrhundert durch Kauf und Inkorporation das Patronatsrecht in insgesamt 14 Pfarreien der näheren Umgebung erwerben, was zu einem deutlichen Aufschwung der Stiftes Schussenried beitrug.
Im Jahr 1227 gewährte König Heinrich (VII.) der Prämonstratenserpropstei Schussenried den Schutz des Reiches und das Kloster erlangte zugleich die Zollfreiheit. 1240 folgte die Verleihung der Vogteirechte, womit die Propstei die Vogtfreiheit erhielt. Am 11. Januar 1440 erlangte der bisherige 21. Propst Konrad V. Rauber (1438–1441) die Abtswürde und erhielt die Abtsweihe, womit das Kloster den Rang einer unabhängigen Abtei bekam. Ab 1452 stand es unter dem Schutz der Truchsessen von Waldburg sowie der Georgsritterschaft.
Frühestens 1376 und spätestens Ende des 15. Jahrhunderts erlangte Schussenried schrittweise die Reichsunmittelbarkeit und war somit nur noch dem König bzw. Kaiser verpflichtet. So gewährte im Jahr 1487 Kaiser Friedrich III. dem Kloster die Freiheit von fremden Gerichten. 1497 ist erstmals die Anwesenheit eines Schussenrieder Abtes auf dem Reichstag bezeugt. Anno 1512 verlieh Kaiser Maximilian I. Schussenried den Blutbann im Niedergerichtsbezirk. In den folgenden Jahren bis 1521 erlangte die Abtei in allen Orten ihrer Grundherrschaft auch die Hoch- und Blutgerichtsbarkeit. Ab 1538 war der Abt von Schussenried als Reichsprälat Mitglied im Schwäbischen Reichsprälatenkollegium des Reichstages. Zugleich war das Reichsstift Schussenried Mitglied des Schwäbischen Reichskreises und hatte im Kreistag seinen Sitz zwischen den prämonstratensischen Reichsabteien Weißenau und Marchtal.
Die Abteikirche wurde um 1493 bis 1498 umgebaut und gotisiert. Um 1493 erhöhte man den Kirchturm und errichtete einen neuen Chorraum. 1497 wurden das Langhaus und der Kreuzgang eingewölbt und in den Folgejahren eine Anzahl neuer Schrein- und Flügelaltäre aufgestellt. 1482 hatte Abt Heinrich II. Österreicher (1480–1505) vor der Westfassade einen schlossartigen Anbau mit einer Eingangshalle sowie über dem Nordflügel des Kreuzganges eine Bibliothek errichten lassen.
Bis ins 15. Jahrhundert hinein setzte sich der Konvent vor allem aus Chorherren niederadliger oder patrizischer Herkunft zusammen. Danach bestand er vor allem aus bürgerlichen und bäuerlichen Mitgliedern. Ab der Mitte des 15. Jahrhunderts studierte der Ordensnachwuchs im eigenen Haus oder wurde an Universitäten wie Tübingen, Heidelberg, Freiburg im Breisgau oder Rom ausgebildet. Ab der zweiten Hälfte des 16. Jahrhunderts studierte die Mehrheit der Novizen an der 1551 gegründeten Jesuitenuniversität Dillingen. Dem Auftrag ihres Ordens gemäß wirkten die Schussenrieder Chorherren als Seelsorger in den Klosterpfarreien.
Dem 9. Abt von Schussenried, Ludwig Mangold (1582–1604), oder aber erst dem 10. Abt Christoph Müller (1604–1606) wurde zu Beginn des 17. Jahrhunderts das Recht zum Gebrauch der Mitra in der Liturgie für sich und seine Nachfolger zuteil.

### Die Abtei in der Frühen Neuzeit

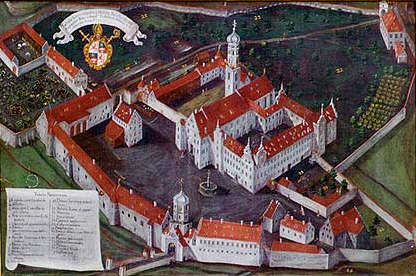
Abtei Schussenried (1721)

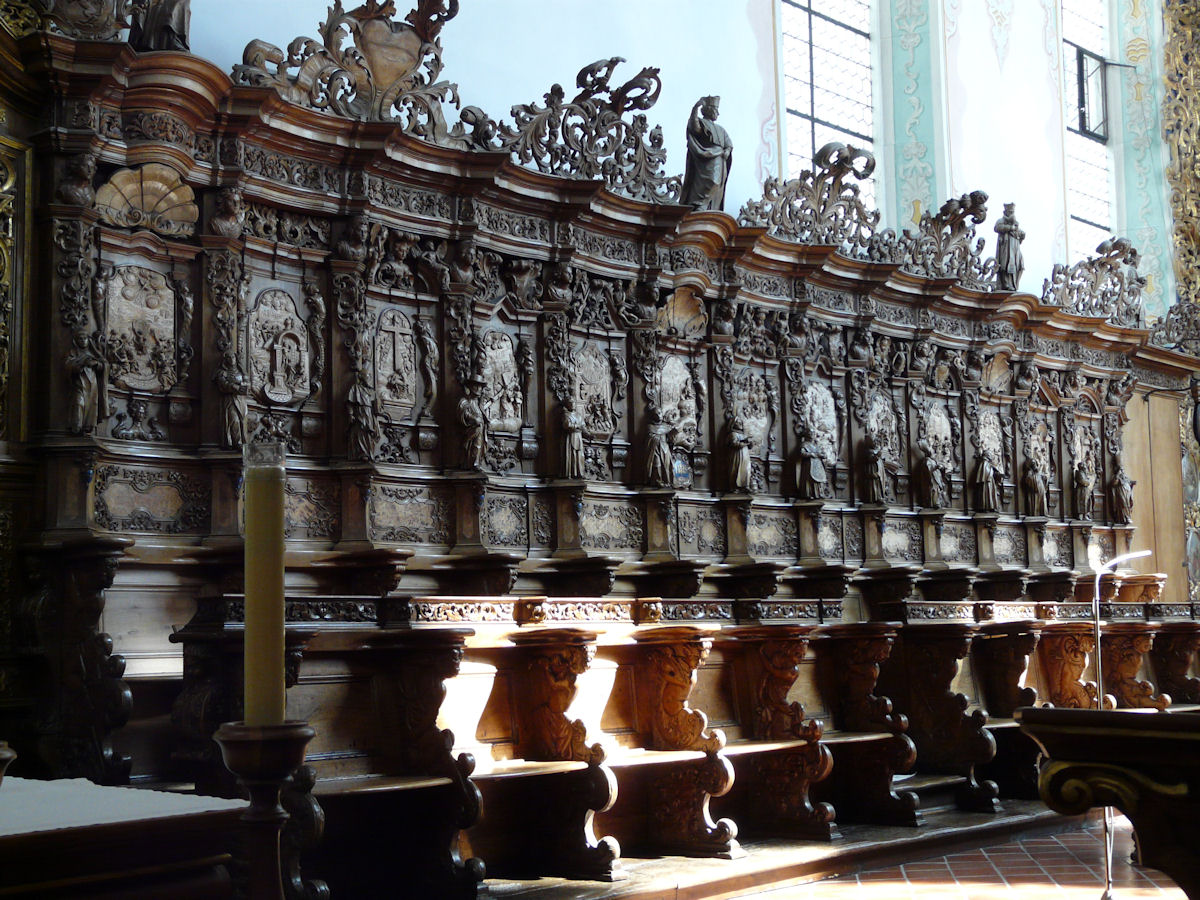
Ehemalige Abteikirche und heutige Pfarrkirche St. Magnus – Chorgestühl

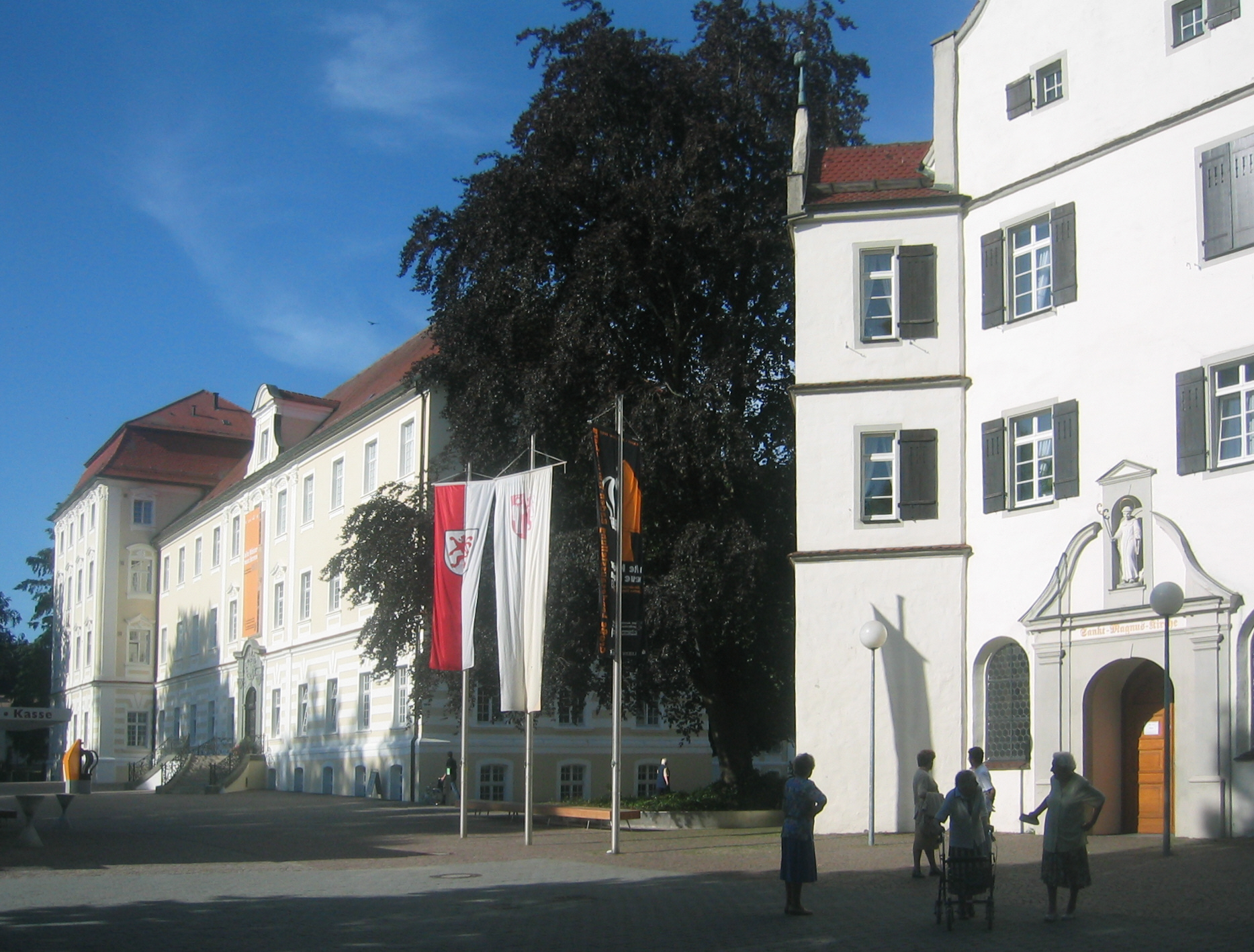
Neues Kloster und Kirche

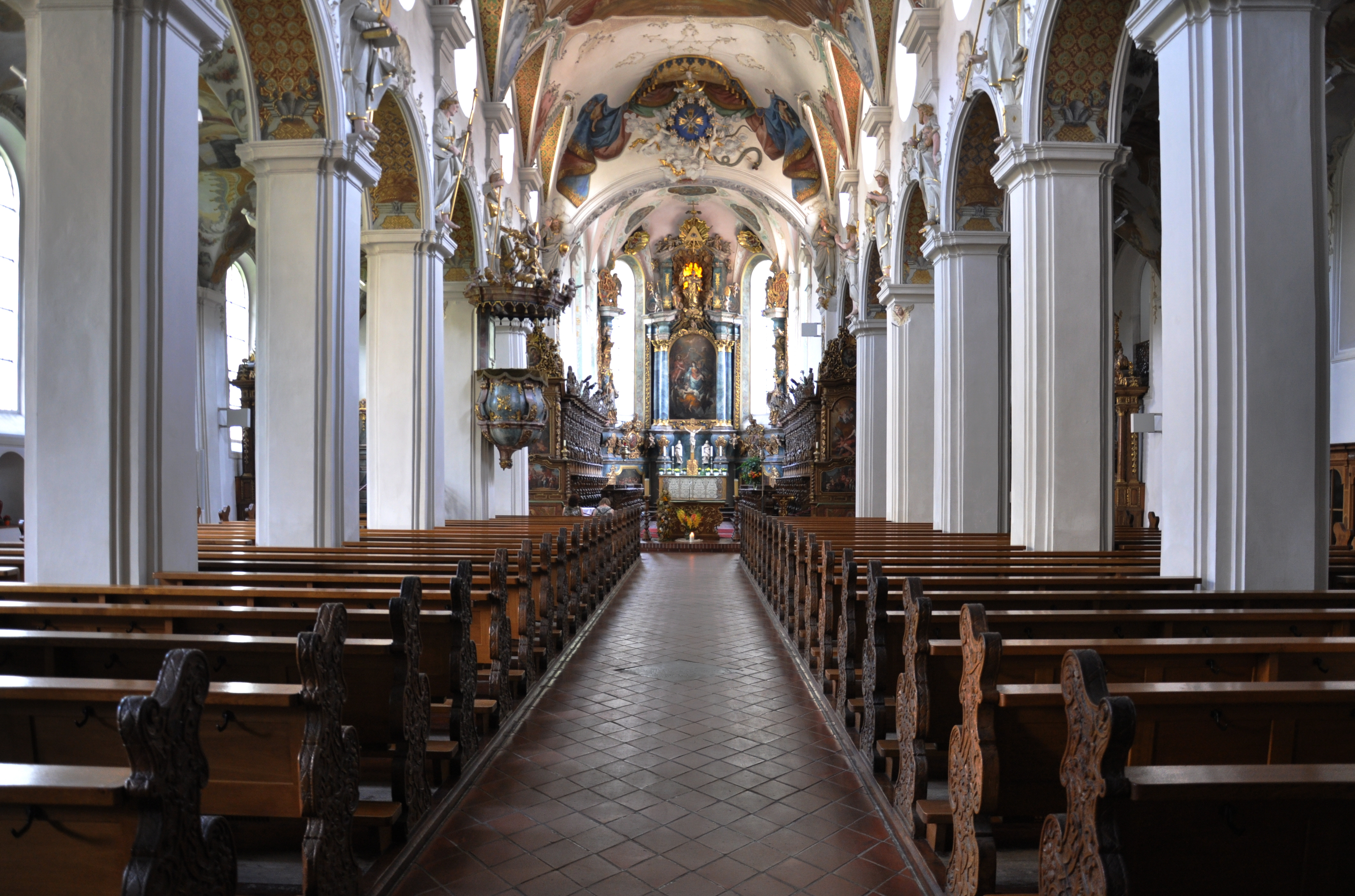
Ehemalige Abteikirche und heutige Pfarrkirche St. Magnus – Blick zum Chor

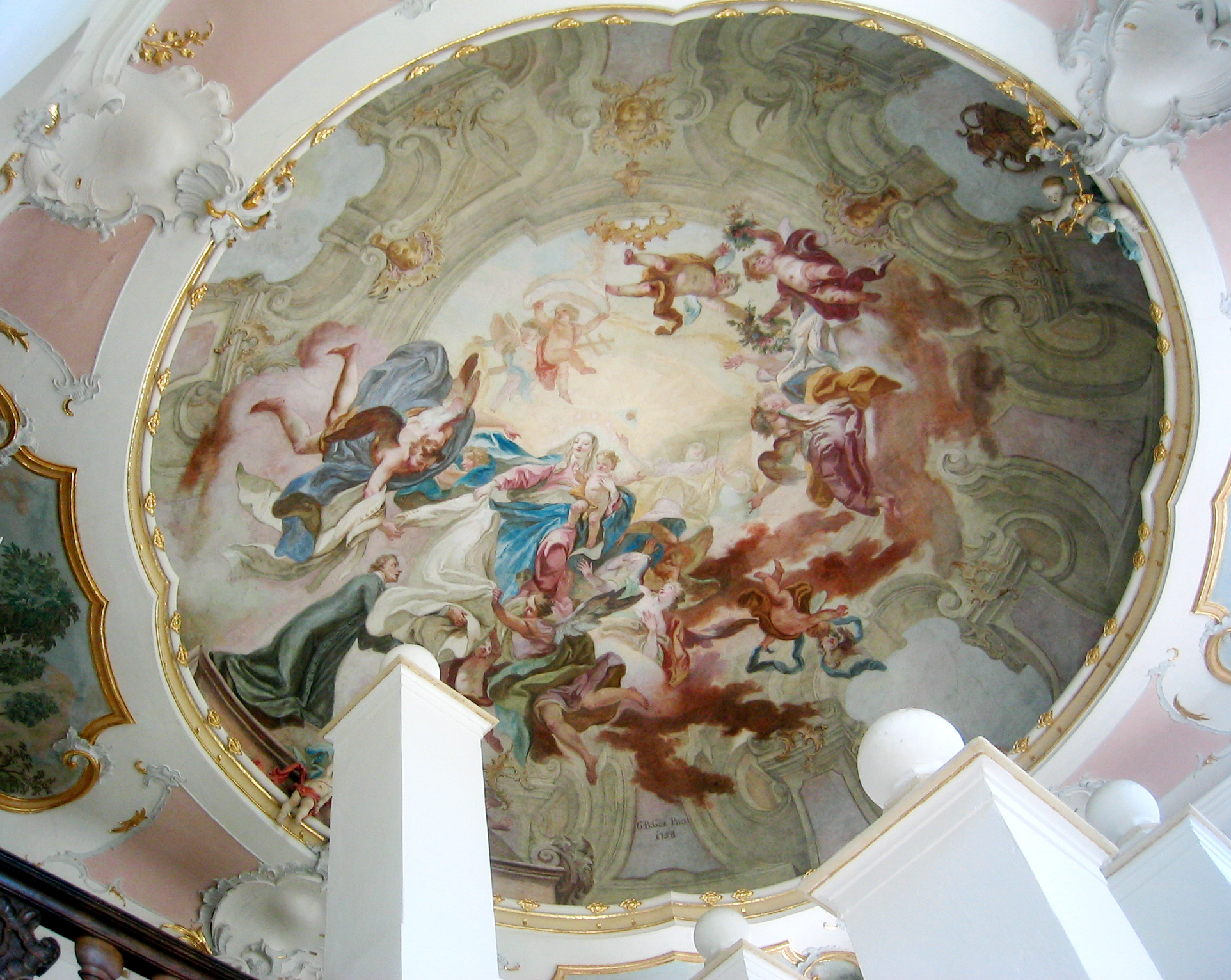
Deckengemälde im Treppenhaus des Neuen Klosters

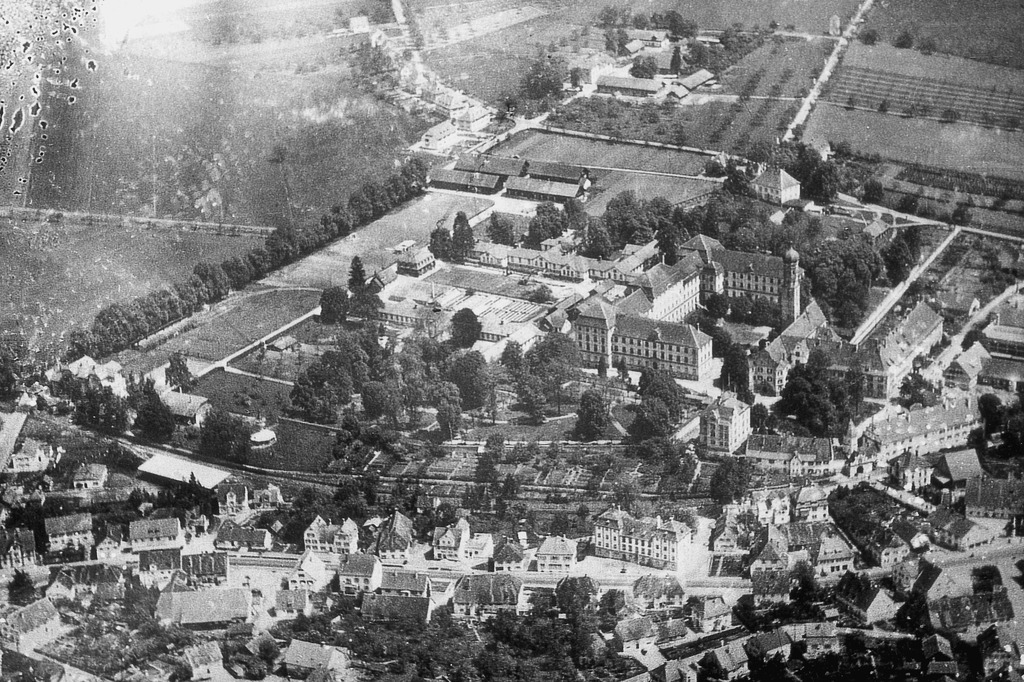
Die ehemalige Klosteranlage im Luftbild (1890)

Als Reichsäbte hatten die Schussenrieder Ordensprälaten seit dem ausgehenden Mittelalter eine hervorragende Stellung auf reichs- und kreispolitischer Ebene.
Weitgehend unabhängig davon hing die Entwicklung ihres Klosters im Hinblick auf seine eigentliche religiöse Bestimmung und das Ordensideal aber auch stark von den geistlichen und intellektuellen Qualitäten sowie dem organisatorisch-ökonomischen Geschick seiner Oberen ab. So gelang es den Ordensprälaten von Schussenried zusammen mit ihrem Konvent das Territorium der Reichsabtei vom Spätmittelalter an bis hin zur Mitte des 18. Jahrhunderts in der Frühen Neuzeit durch Erlangung der Herrschaft über die Orte Schussenried, Michelwinnaden, Otterswang, Reichenbach, Stafflangen, Winterstettendorf und Allmannsweiler zu erweitern und zu arrondieren.
Unter den Schussenrieder Äbten ragte im 17. Jahrhundert Augustin Arzet (1656–1666) besonders heraus. Er brachte es gar zum Generalvikar seines Ordens. Im folgenden 18. Jahrhundert sehen wir eine ganze Reihe hervorragender Klostervorsteher: Unter Abt Innozenz Schmid (1710–1719) schuf Georg Anton Machein in den Jahren 1715 bis 1717 das hochbarocke Chorgestühl der Abteikirche; unter seinem Nachfolger Abt Didacus Ströbele (1719–1733) erbaute der berühmte Dominikus Zimmermann die so genannte Schönste Dorfkirche der Welt in Steinhausen; in der Mitte des Jahrhunderts erstand unter Abt Magnus Kleber (1750–1756) das neue Stift (Konventsgebäude) nach Plänen von Dominikus Zimmermann und des Stiftsbaumeisters Jakob Emele. Unter Klebers Nachfolger Abt Nikolaus Kloos (1756–1775) folgte die Errichtung der Sakralbibliothek (Bibliothekssaal 1754–61), die sodann aus 30.000 gedruckten Bänden bestand.

#### Bau des Neuen Klosters
Die heutige Bezeichnung Neues Kloster verweist auf den barocken Neubau der Klosteranlage nach 1752. Am 20. März 1748 stellte Abt Siard Frick (1733–1750) seinem Konvent einen Riss sowie ein Modell des geplanten Neubaus nach Planungen des Architekten Dominikus Zimmermann vor. Doch den Neubau führte nicht er, sondern dessen Schüler Jakob Emele aus, der sich jedoch stark an den Risszeichnungen und dem in der Klosterbibliothek aufbewahrten Modell seines Meisters orientierte. Die ursprünglich geplante Vierflügelanlage mit integrierter Kirche kam aus finanziellen Gründen zum Stillstand. Der heutige Dreiflügelbau ist der Nordflügel mit Ansätzen der West- und Ostflügel der ursprünglich geplanten Anlage und nimmt von dieser etwa ein Drittel ein.

#### Aufhebung des Klosters
Durch den Reichsdeputationshauptschluss fiel das Kloster als Ausgleich für linksrheinische Gebietsverluste im Jahr 1803 an die Grafen von Sternberg-Manderscheid. Bei der Aufhebung bestand der Konvent aus 30 Chorherren, von denen einige das Kloster verließen. Die Verbliebenen erhielten das Chorgebet zu Vesper und Komplet an Sonn- und Feiertagen aufrecht, bis das Kloster mit der Rheinbundakte 1806 an das Königreich Württemberg fiel, das den Konventualen das Chorgebet untersagte. Zu diesem Zeitpunkt gehörten dem Kloster die späteren Gemeinden Schussenried, Michelwinnaden, Otterswang, Reichenbach, Stafflangen, Winterstettendorf und Allmannsweiler sowie weitere einzelne Höfe und Weiler. Die Klostergebäude verkaufte eine Erbengemeinschaft der Grafen 1835 an das Königreich Württemberg. Die Bestände der einst sehr bedeutenden Klosterbibliothek sowie fast die gesamte Einrichtung des Klosters samt den Gemälden wurden verkauft oder versteigert und sind vielfach verschollen.

### Nutzung als Krankenhaus
1875 wurde in den Klostergebäuden die Königliche Heil- und Pflegeanstalt Schussenried eingerichtet, die in der Folge durch Neubauten erweitert wurde. Das Krankenhaus wurde mehrfach umbenannt: ab 1953 hieß es Psychiatrisches Landeskrankenhaus, ab 1996 Zentrum für Psychiatrie, und seit 2009 wird es als Hauptsitz und Standort Schussenried des ZfP Südwürttemberg betrieben. Das barocke Konventsgebäude selbst wurde bis 1997 vom Zentrum für Psychiatrie benutzt.

## Heutige Nutzung
Kloster Schussenried zählt zu den landeseigenen Kulturdenkmälern und wird von der Einrichtung „Staatliche Schlösser und Gärten Baden-Württemberg“ betreut. Die ehemalige Klosterkirche dient als römisch-katholische Pfarrkirche. Der ehemalige Klosterbezirk ist darüber hinaus von den Einrichtungen des ZfP Südwürttemberg geprägt.

### Veranstaltungsort
Seit 1998 wird das „Neue Kloster“ (das barocke Konventsgebäude) als Tagungs- und Veranstaltungsstätte genutzt. 2003 fand in den Räumen beispielsweise eine Landesausstellung zur Säkularisation statt.
Seit 2019 wird vor der Klostermauer der „Schussenrieder Open Air Sommer“ mit Streetfood und Electronic-Music-Festival jedes Jahr am Ende August gefeiert.

### Museum
Seit 2010 ist das Neue Museum Kloster Schussenried Zweigmuseum des Landesmuseums Württemberg. 2012 fand eine Ausstellung anlässlich der internationalen Kunstausstellung Experimentelle statt. Die Dauerausstellung „Verborgene Pracht – vom Leben hinter Klostermauern“ informiert über die Geschichte des Klosters Schussenried und die Kulturgeschichte schwäbischer Klöster.
Darüber hinaus enthält die Dauerausstellung auch eine Ausstellung „200 Jahre Psychiatriegeschichte im Neuen Kloster“, denn von 1875 an war im Kloster die Königliche Heil- und Pflegeanstalt Schussenried untergebracht, in der psychisch erkrankte Menschen behandelt wurden. Zahlreiche Exponate und historisches Bildmaterial belegen die Entwicklung der Psychiatrie zur medizinischen Wissenschaft und verdeutlichen, wie sich die Behandlung und Unterbringung der Patienten im Laufe der Zeit gewandelt hat. Diese Ausstellung ist der zweite Standort des Württembergischen Psychiatriemuseums in Zwiefalten.

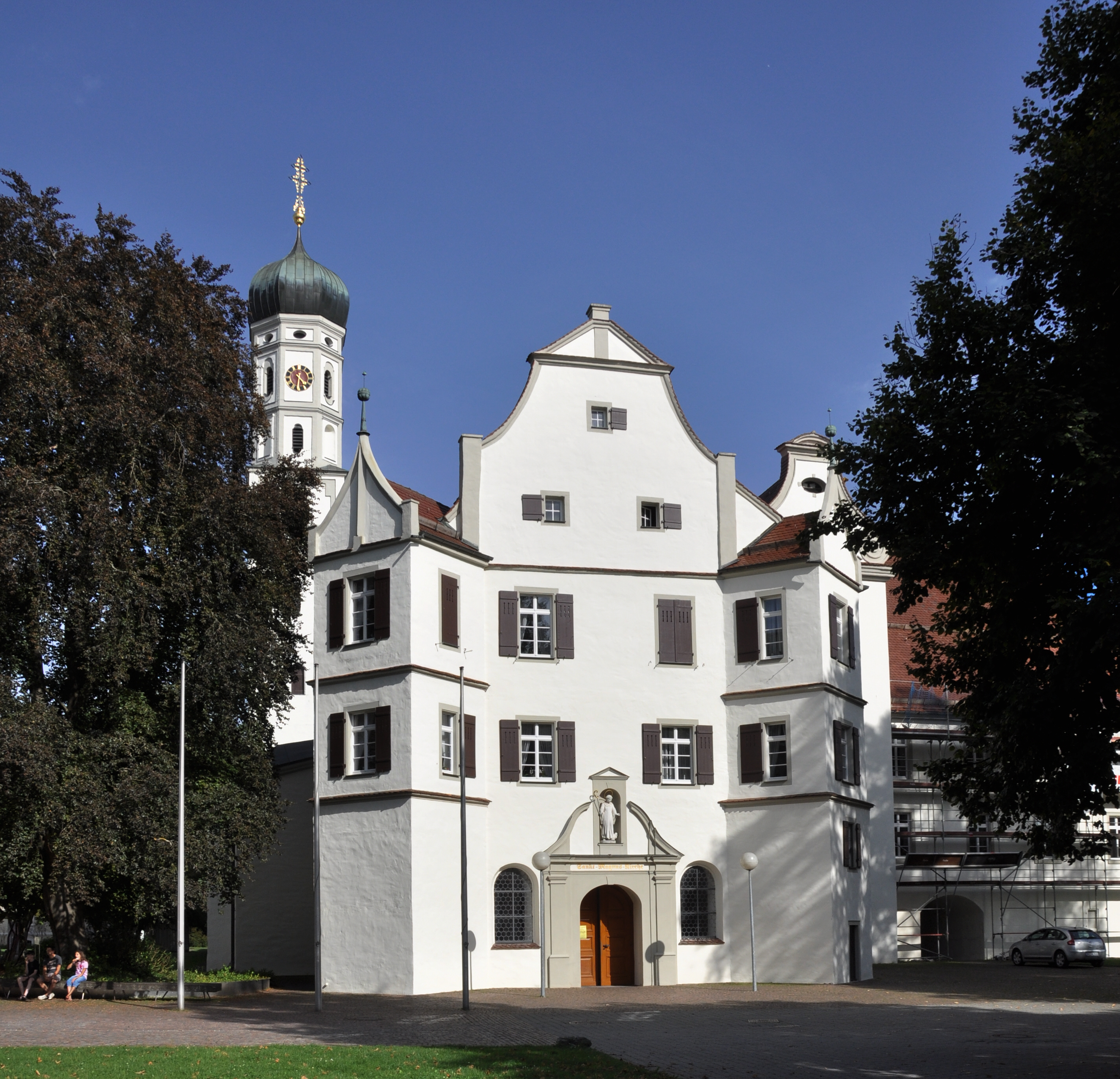
Heutige Pfarrkirche St. Magnus von außen

## Klosterkirche
Das St. Magnus (und Maria) geweihte Gotteshaus wurde nach der 1183 erfolgten Gründung des Klosters Schussenried als dreischiffige romanische Pfeilerbasilika erbaut. Nach ihrer Erhebung zur Abteikirche im Jahre 1440 erfuhr die Kirche unter Abt Heinrich Österreicher (1480–1505) umfangreiche gotische Erweiterungen und Umbauten. Im 17. und 18. Jahrhundert wurden sukzessive Barockisierungsmaßnahmen durchgeführt. Nach der Säkularisation 1803 wurde die Klosterkirche zur Pfarrkirche von Bad Schussenried.

## Bibliothekssaal

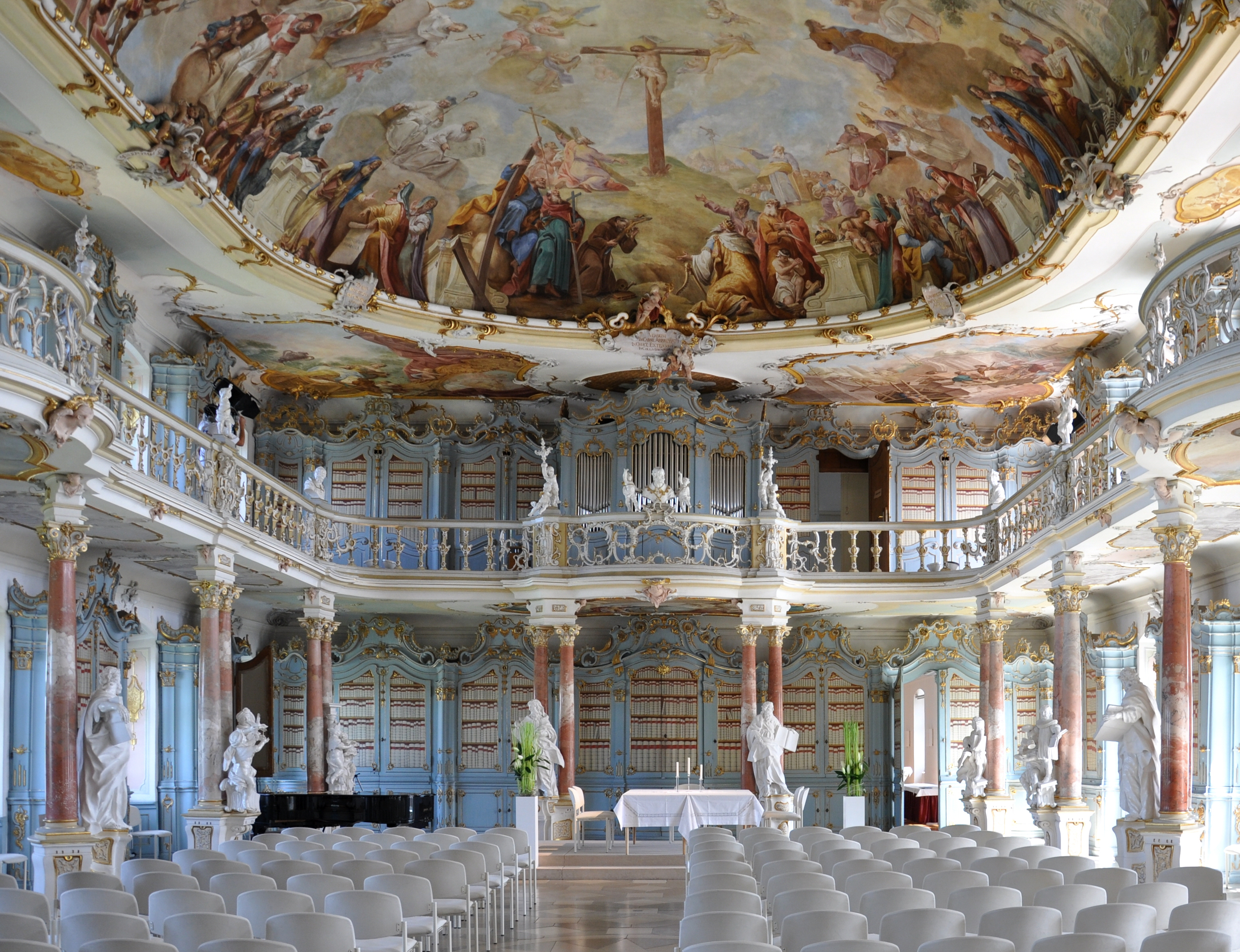
Bibliothekssaal

Zum Museum gehört der lichtdurchflutete Rokoko-Bibliothekssaal im nördlichen Konventsneubau. Er gilt als spektakulärster Teil der Klostergebäude. Auf zwei Geschossen befinden sich die geschlossenen Bücherschränke. Das Ausstattungsprogramm gehörte zu den reichsten und ausführlichsten im 18. Jahrhundert im deutschsprachigen Raum. Das Deckenfresko, das Franz Georg Hermann 1757 vollendete, zeigt in einer verwirrenden Fülle das Wirken der göttlichen Weisheit in Apokalypse, Wissenschaft, Bildender Kunst und Technik.
Zu den letzten Plastiken, die für den Raum geschaffen wurden, gehören acht Gruppen von kirchlichen Irrlehrern, denen acht große Figuren der Kirchenlehrer gegenüberstehen. Sie wurden 1766 von Fidel Sporer fertiggestellt.

Ansichten des Bibliothekssaals
Bibliothekssaal, Holzstich um 1884
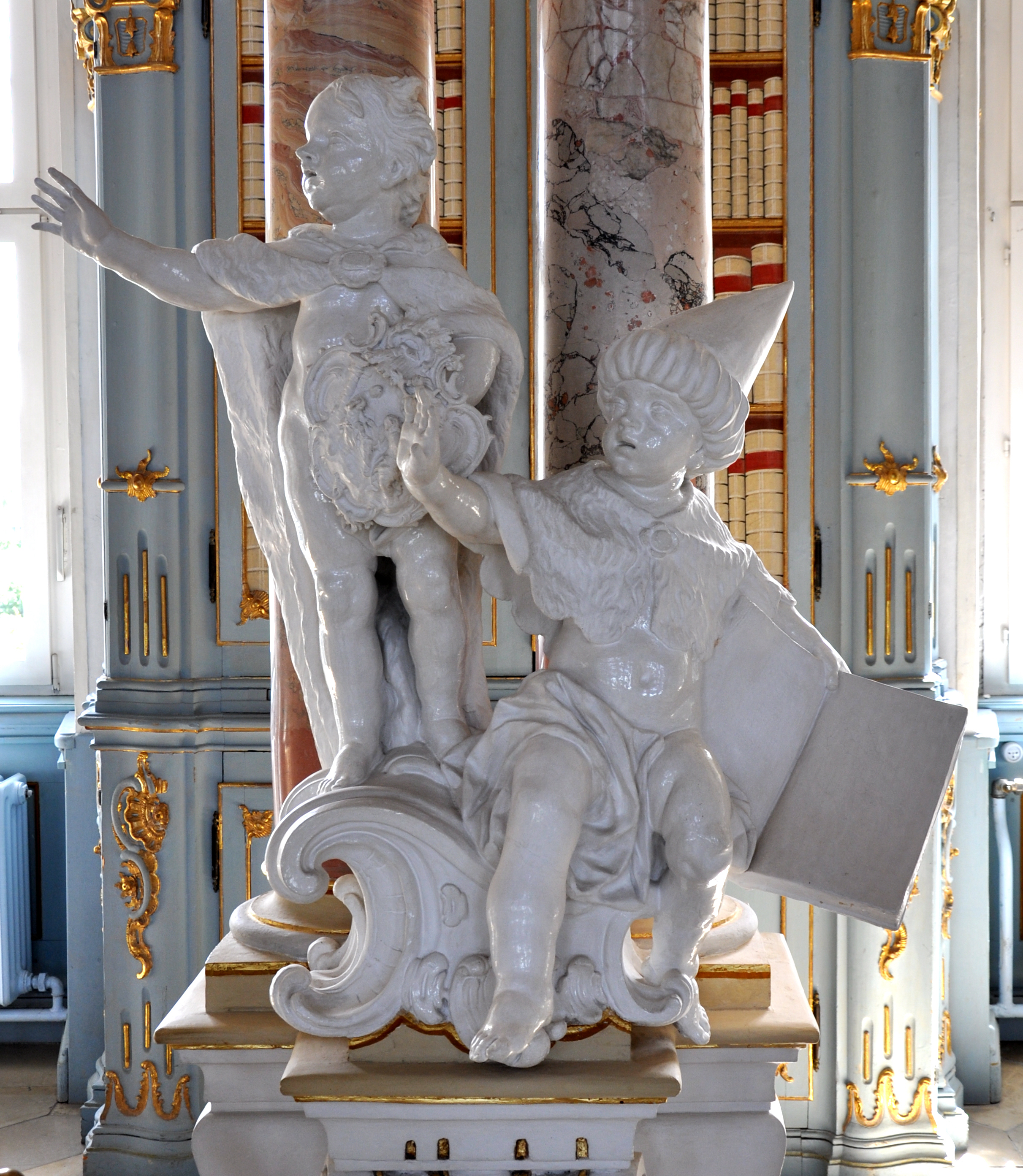
Irrlehren: Nestorianer und Arius
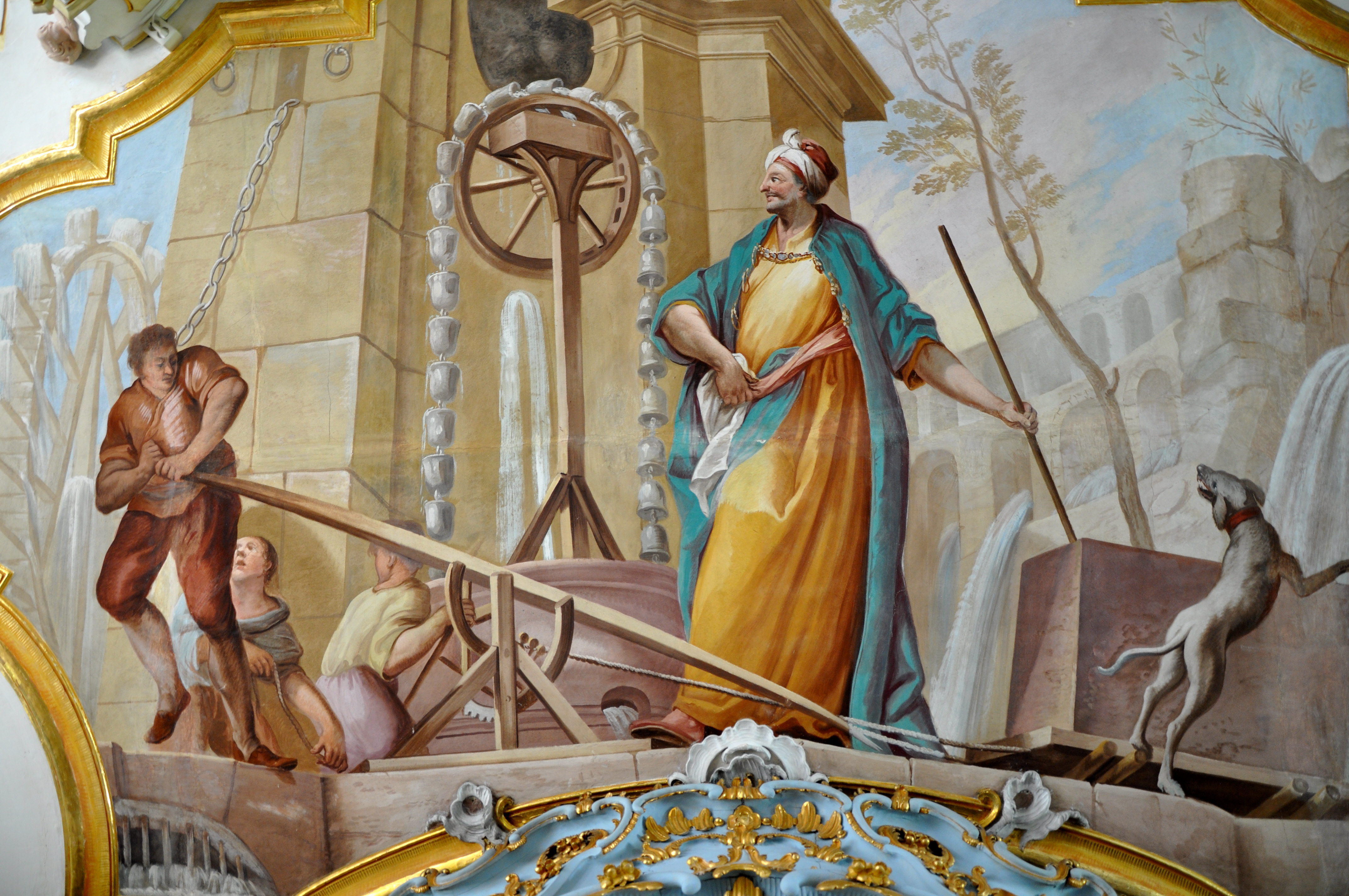
Emporenfresko Element Wasser
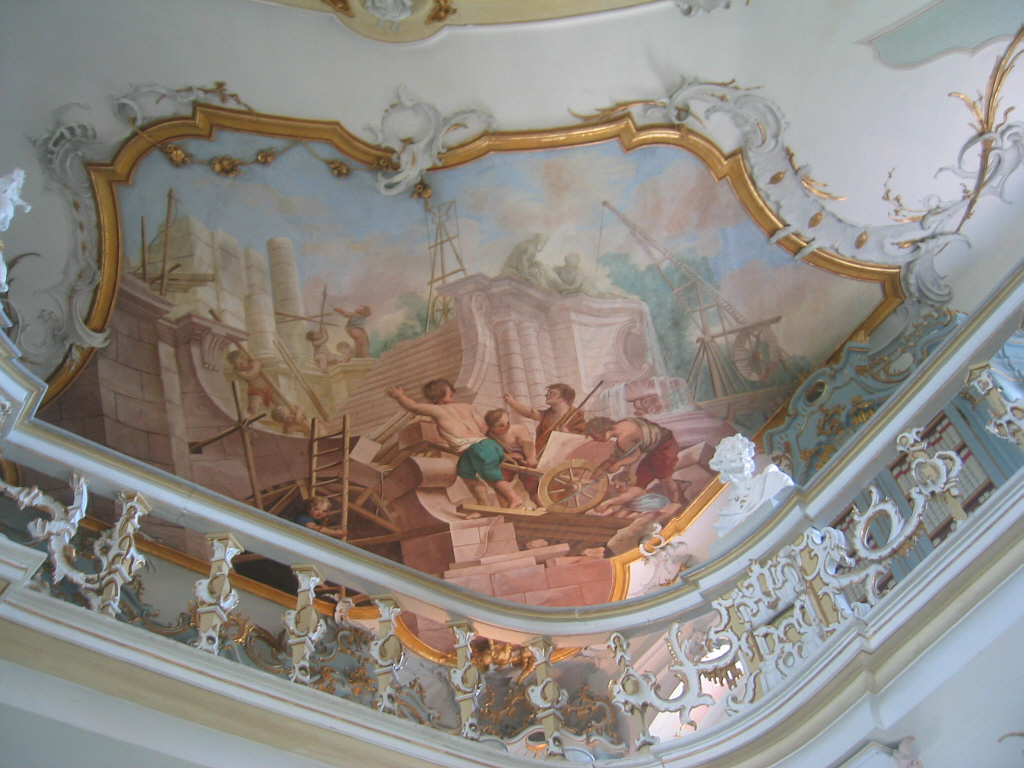
Emporenfresko Architektur
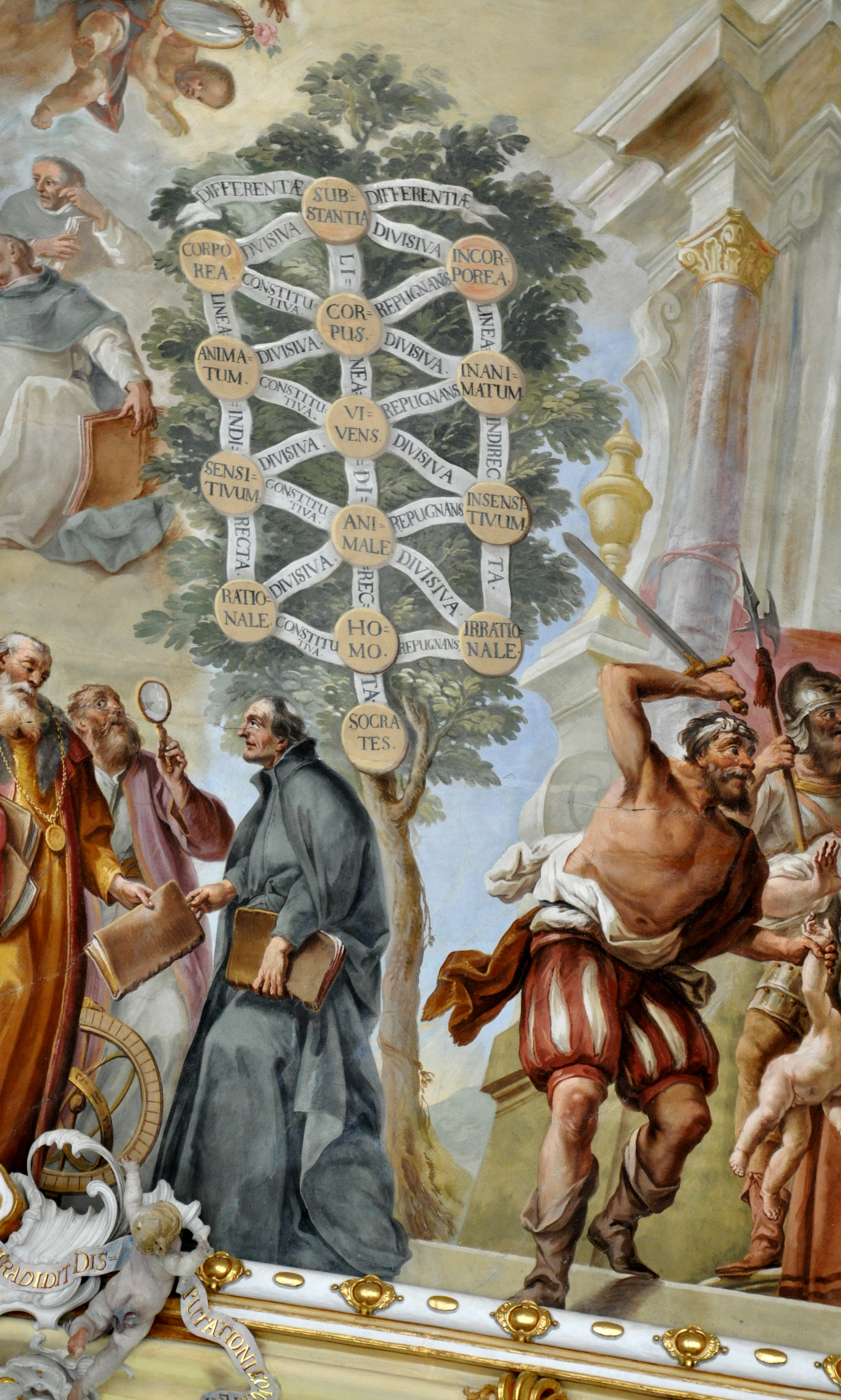
Baum des Porphyrios

## Äbte
[mit den Porträts und Wappen der Prälaten]